# Тренер (фильм, 2015)
«Тренер» (англ. McFarland, USA) — кинофильм режиссёра Ники Каро, вышедший на экраны в 2015 году. Лента основана на реальной истории победы школьной команды городка Макфарланд в чемпионате штата Калифорния 1987 года по легкоатлетическому кроссу.

## Сюжет
После неудач на предыдущих местах работы Джим Уайт получает должность помощника тренера футбольной команды в школе городка Макфарланд. Джим и его семья поначалу чувствуют себя крайне неуютно в этом неблагополучном месте, населенном преимущественно бедняками-латиноамериканцами. Местным детям, вынужденным с малых лет помогать родителям на сборе урожая, не до учёбы, да и футбольная команда играет просто ужасно. Заметив, что детям приходится много бегать (из дома в поля и в школу), Джим выдвигает новую идею: организовать школьную команду по кроссу. Отобрав в неё самых способных бегунов, тренер, несмотря на сомнения руководства и родителей, приступает к подготовке к соревнованиям.

## В ролях
- Кевин Костнер — Джим Уайт
- Мария Белло — Шерил Уайт
- Морган Сэйлор — Джули Уайт
- Элси Фишер — Джейми Уайт
- Карлос Праттс — Томас Валлес
- Рамиро Родригес — Дэнни Диас
- Рафаэль Мартинес — Дэвид Диас
- Майкл Агуэро — Дамасио Диас
- Джонни Ортис — Хосе Карденас
- Гектор Дюран — Джонни Саменьего
- Серхио Авелар — Виктор Пуэнтес
- Диана-Мария Рива — сеньора Диас

## Дата выпуска
Фильм был ранее намечен на 21 ноября 2014 года выпуска, под названием «McFarland», но был перенесен на 20 февраля 2015 года и получил название «McFarland, USA». Фильм был выпущен в Канаде под его первоначальным названием McFarland .

## Домашняя медиа
Фильм «Тренер» был выпущен на DVD и Blu-ray 2 июня 2015 года Walt Disney Studios Home Entertainment .

## Саундтрек
| Нет. | заглавие                | Исполнитель (ы)      | длина |
| ---- | ----------------------- | -------------------- | ----- |
| 1.   | «Juntos (Together)»     | Juanes               | 3:18  |
| 2.   | «The Real McFarlands»   | Антонио Пинто        | 2:39  |
| 3.   | «Me and Baby Brother»   | War                  | 3:26  |
| 4.   | «Let’s Hit It Again»    | Антонио Пинто        | 1:54  |
| 5.   | «Lord’s Prayer»         | Антонио Пинто        | 3:48  |
| 6.   | «Watermelon Man»        | Mongo Santamaria     | 2:26  |
| 7.   | «Barbie Bike»           | Антонио Пинто        | 1:45  |
| 8.   | «Flash Light»           | Parliament           | 4:29  |
| 9.   | «Convoy to State»       | Антонио Пинто        | 2:05  |
| 10.  | «Whittier Blvd.»        | Thee Midniters       | 2:28  |
| 11.  | «Beach»                 | Антонио Пинто        | 2:26  |
| 12.  | «This Ain’t Golf»       | Антонио Пинто        | 2:10  |
| 13.  | «That’s Not Danny Diaz» | Антонио Пинто        | 7:52  |
| 14.  | «McFarland Theme»       | Антонио Пинто        | 2:43  |
| 15.  | «América»               | Los Tigers del Norte | 3:02  |